# Arteră circumflexă humerală anterioară
Artera circumflexă humerală anterioară (artera circumflexă anterioară, artera umerală circumflexă anterioară) este o arteră în braț. Este una dintre cele două artere circumflexe care se ramifică din artera axilară, cealaltă fiind artera circumflexă humerală posterioară. Artera circumflexă humerală anterioară este considerabil mai mică decât cea posterioară și apare aproape opusă acesteia, din partea laterală a arterei axilare.
Artera circumflexă humerală anterioară se desfășoară orizontal, sub mușchiul coracobrahial și capul scurt al mușchiului biceps brahial, în fața gâtului humerusului.
La atingerea șanțului intertubercular, eliberează o ramură care urcă în șanț pentru a alimenta capul humerusului și articulația umărului.
Trunchiul vasului se continuă înainte sub capul lung al mușchiului biceps prahial al mușchiului deltoideu și se anastomozează cu artera circumflexă humerală posterioară.

## Imagini suplimentare

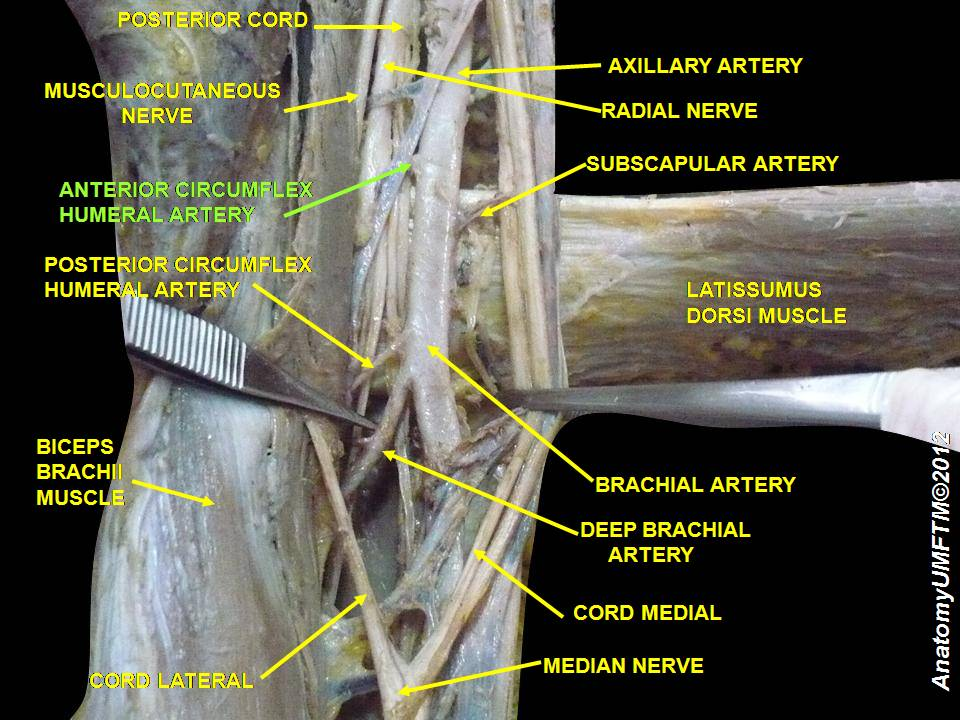
Artera circumflexă humerală anterioară

## Vezi si
- Artera circumflexă humerală posterioară